# Fontana Contarini
La fontana Contarini è una fontana situata nella città di Bergamo.

## Collocazione
La costruzione è situata in città alta, ovvero la zona circoscritta dalle mura veneziane,  nella centralissima Piazza Vecchia, tra il Palazzo della Ragione ed il Palazzo Nuovo (dove ha sede la Biblioteca Angelo Mai).

## Struttura

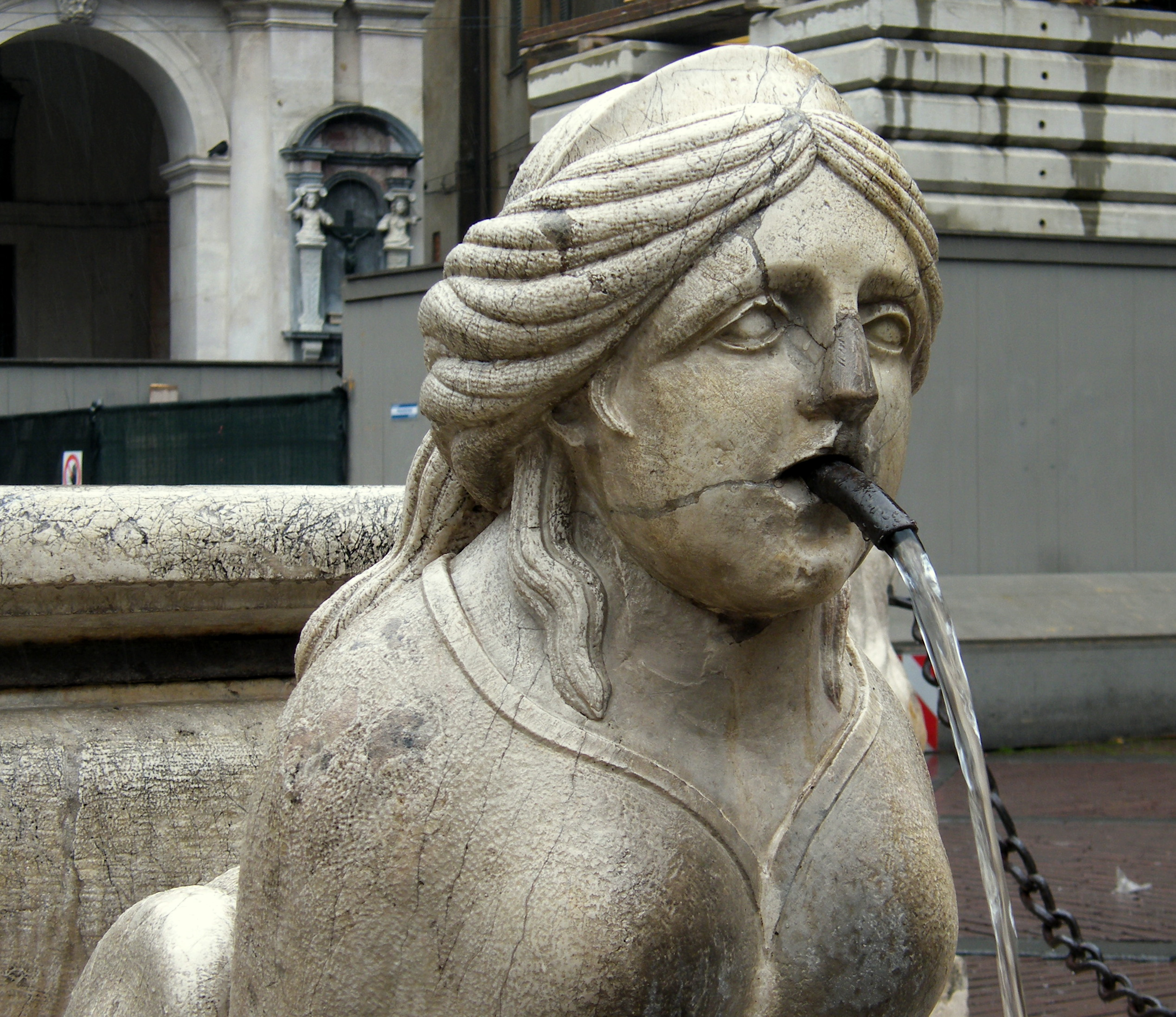
Dettaglio della fontana: la sfinge

Costruita in marmo di Zandobbio, la fontana è composta da una vasca principale con base ottagonale, al cui centro uno zampillo fa sgorgare l'acqua. 
Questa è circondata da statue ornamentali disposte in modo simmetrico: in primis due piccole sfingi contrapposte tra loro (l'una che osserva in direzione del palazzo della Ragione e l'altra indirizzata verso la biblioteca civica), alla base delle quali sono poste altrettante piccole vasche che raccolgono l'acqua che sgorga dalla loro bocca, con la quale è possibile abbeverarsi.
A fianco di ognuna delle piccole vasche si trovano due piccole colonne, sulle quali sono scolpiti elementi zoomorfi quali serpenti e leoni.
Su ognuno dei lati rimasti sguarniti, si collocano in modo equidistante due statue rappresentanti un leone, simbolo della Serenissima, che in quel tempo comandava la città.

## Storia
La fontana deve il suo nome ad Alvise Contarini, podestà della Repubblica di Venezia, che la regalò alla cittadinanza nel 1780, quando lasciò il suo incarico nella città orobica.
L'intento dell'allora rettore cittadino era sia quello di abbellire la centralissima Piazza Vecchia, che di fornire agli abitanti un prezioso strumento utilizzabile per fini domestici e contro la siccità.
Nel corso del 1858 la fontana fu soggetta ad un rifacimento quasi completo, che ne modificò parzialmente le caratteristiche.
In pieno periodo risorgimentale, precisamente nel 1885,  la fontana fu smontata per far posto al monumento di Giuseppe Garibaldi. Qualche decennio più tardi, all'inizio del XX secolo, venne rimontata nella sua originale posizione, mentre il monumento dell'eroe dei due mondi venne collocato in Città Bassa.
Un ulteriore intervento finanziato da privati permise, all'inizio del nuovo millennio, un recupero della struttura, danneggiata da inquinamento ed agenti atmosferici, riportandola all'iniziale splendore.

## Galleria d'immagini

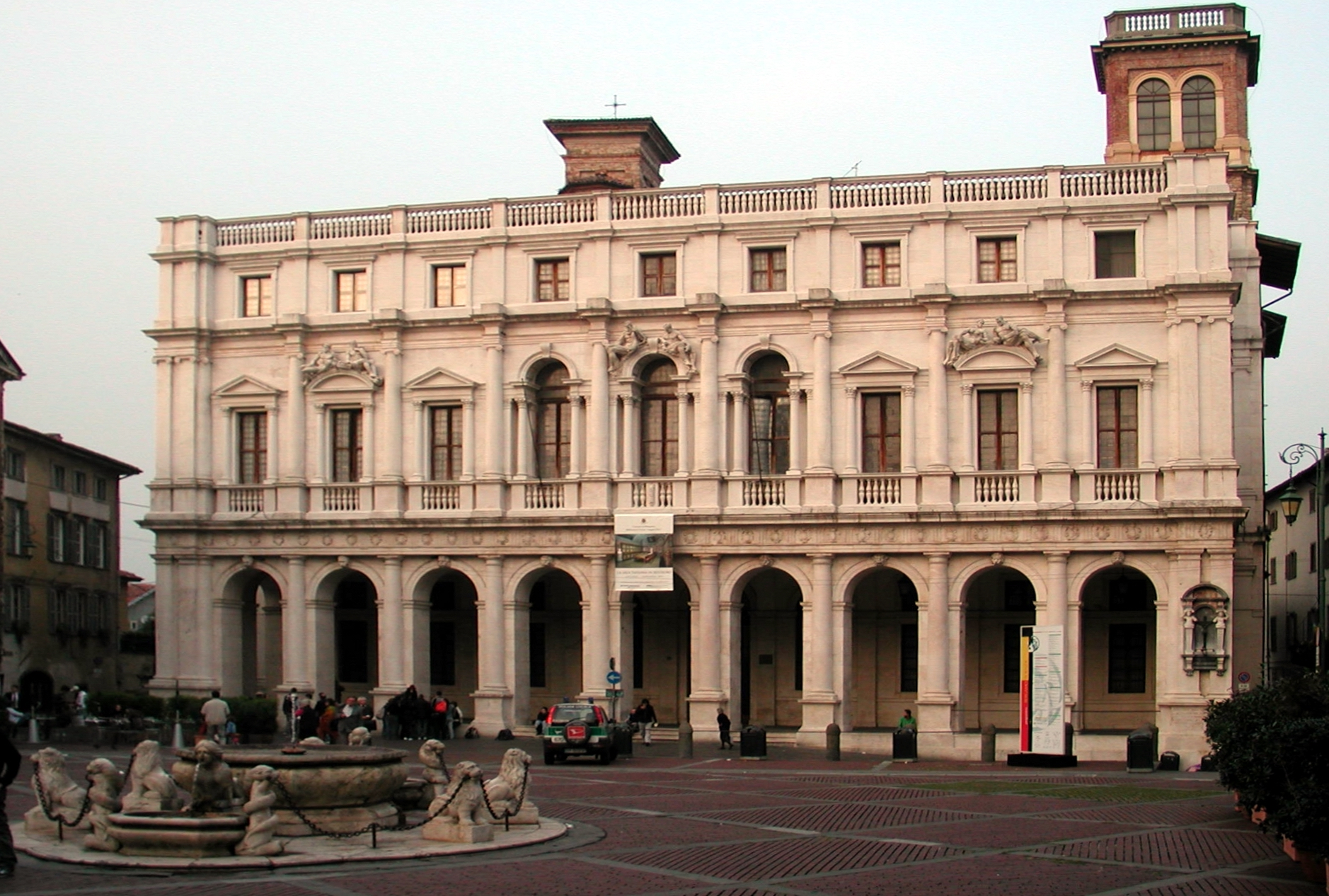
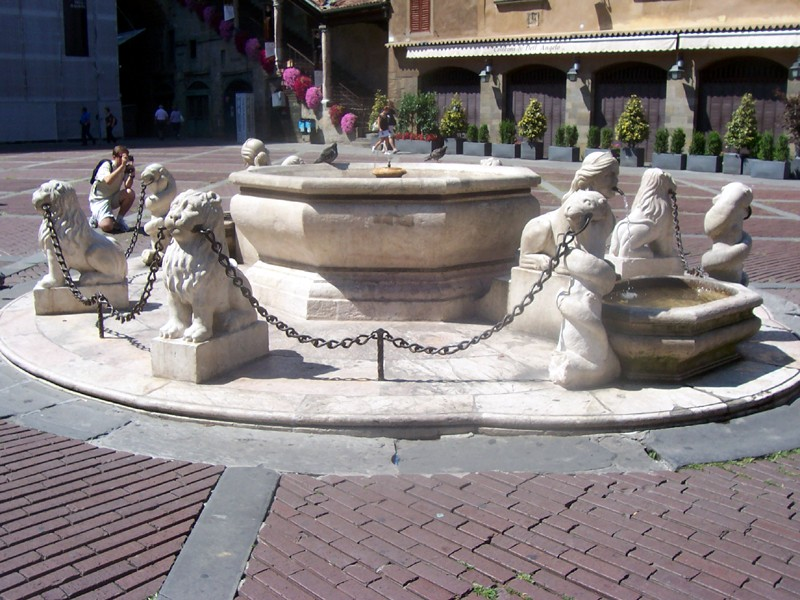
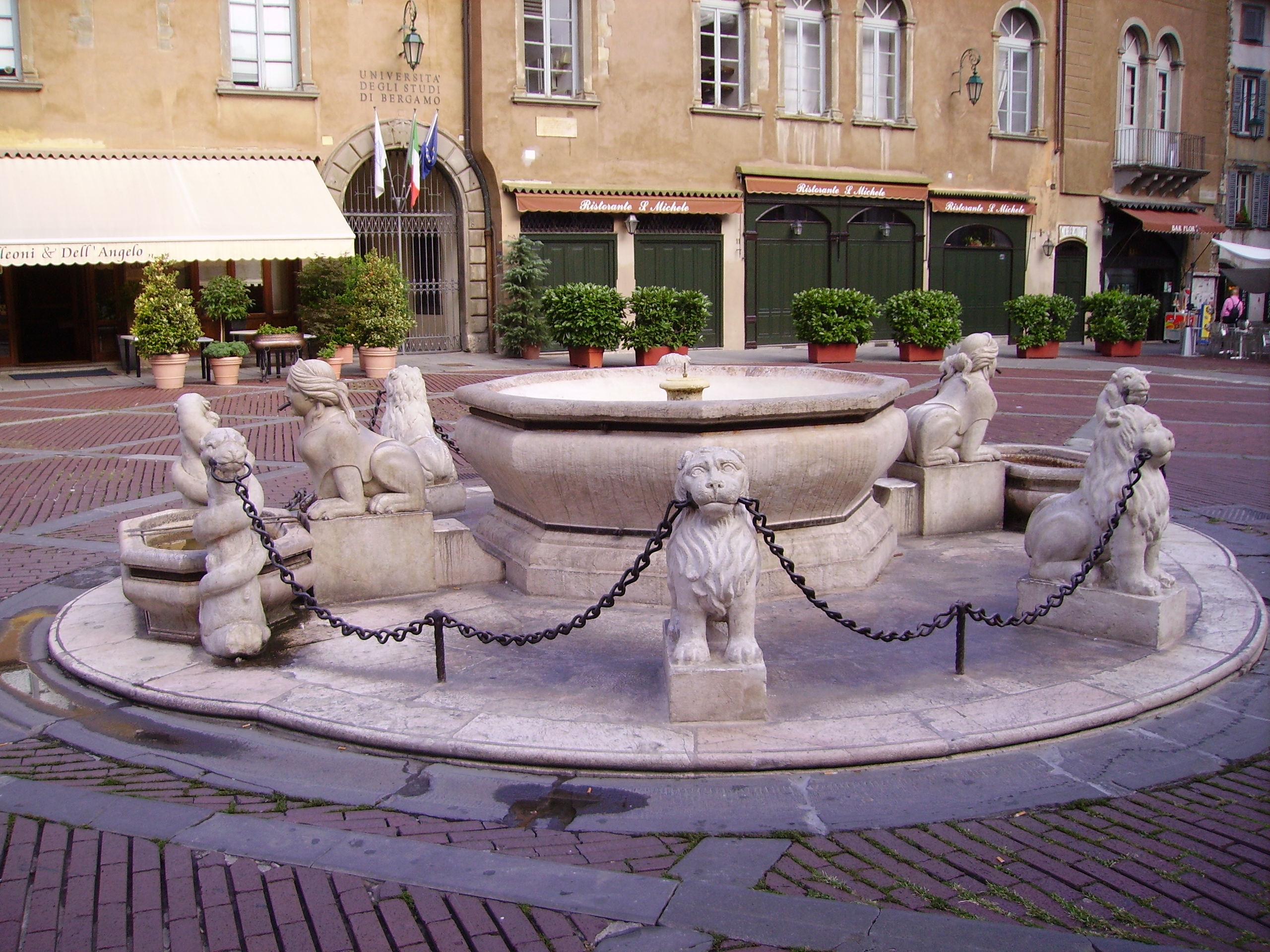
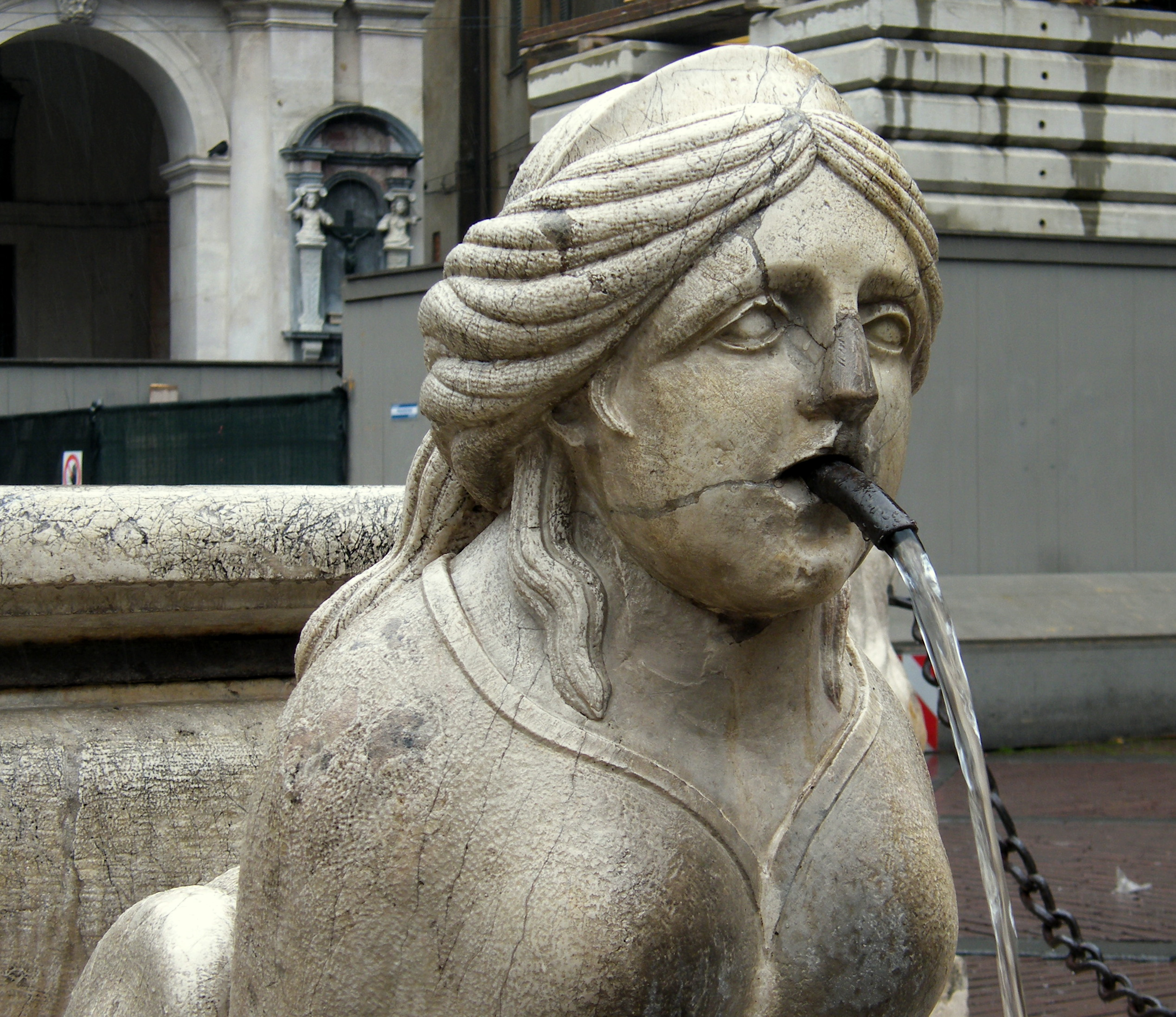